# Сеневиратне, Соня
Соня Сеневиратне (Sonia Isabelle Seneviratne; род. 5 июня 1974, Лозанна) — швейцарский учёный, климатолог. Доктор, профессор ETH Zurich. В 2014—2018 гг. в числе наиболее цитируемых учёных мира по версии Clarivate Analytics.
Изучала биологию в Лозаннском университете и физику окружающей среды в ETH Zurich. Магистерскую работу выполнила будучи приглашённым исследователем в Массачусетском технологическом институте (1998—1999). Над докторской работала в ETH Zurich (1999—2002). В 2003—2004 гг. как стипендиат NCCR-Climate являлась приглашённым исследователем в NASA/GSFC. C 2005 г. вновь в ETH Zurich, первоначально как старший научный сотрудник (senior scientist), с 2007 г. ассистент-профессор, с 2013 г. ассоциированный профессор, с 2016 г. полный профессор. Автор отчётов МГЭИК, ведущий автор Special Report on Global Warming of 1.5 °C. В 2014 году получила ERC Consolidator Grant.
Фелло Американского геофизического союза (2013).
Отмечена James B. Macelwane Medal (2013), Hans Oeschger Medal (2021).
Замужем, двое детей (2010 и 2014 г. р.)